# Rationalism
Rationalism är alla filosofiska riktningar, som är centrerade kring förnuftet (ratio på latin), tänkandet och tingens logiska ordning.
Den troligen tidigaste rationalisten var Parmenides.
Rationalismen utvecklades under 1600- och 1700-talen då filosoferna René Descartes, Baruch Spinoza och Gottfried Wilhelm Leibniz byggde upp metafysiska system. Rationalismen kom att prägla upplysningens tänkande, och därigenom den moderna vetenskapsuppfattningen. Enbart förnuftet är alla tings mått, och med dess hjälp kan alla problem lösas.

## Det deduktiva vetenskapsidealet
En stark inspiration för rationalisterna var det deduktiva vetenskapsidealet som har sin början i senantiken med Euklides Elementa där han beskriver hur man ur ett fåtal antaganden som är uppenbara för var och en kan härleda mängder av satser i geometrin som var och en kan härledas tillbaka till grunden. Euklides beskrev det som senare kom att kallas euklidisk geometri. Euklides mest kända verk heter Stoicheia, eller Elementa på latin. I den sammanfattade han all då känd geometrisk kunskap. Verket är delat i 13 böcker, av vilka de sex första handlar om planfigurer och deras egenskaper, de tre följande om talteori och de fyra återstående om irrationella tal och rymdgeometri. Euklides betydelse för matematiken är lätt att inse, men för filosofin är kanske den betydelse han fick för rationalismen viktigare. Euklides geometri kom att bli av en stor intellektuell upplevelse om sann och ren vetenskap för många unga intellektuella som genom århundraden försökt att förverkliga deduktiva system på andra områden än geometrin. Genom att utifrån grundläggande antagande bevisa en mängd geometriska satser gav Euklides ett exempel för andra filosofer. Descartes, Hobbes och Spinoza försökte använda metoden för filosofiska system i motsats till empirister, som John Locke, som menade att kunskapen inte kom från tänkandet utan från erfarenheten.

### René Descartes - deduktiv filosofi
René Descartes bygger sin filosofi utifrån cogito ergo sum, jag tänker [alltså] är jag. Utifrån att ha ifrågasatt och tvivlat på allt hittar han den fasta grunden i att han är medveten om att han tänker och lyckas utifrån detta härleda en komplett filosofi där det mesta som behövs i en värld och samhälle kan härledas fram. René Descartes gjorde också viktiga insatser i matematik och naturvetenskap, till exempel brukar man tala om cartesiska koordinatsystem. Hans latinska namn är Cartesius.

### Hobbes - deduktiv politik

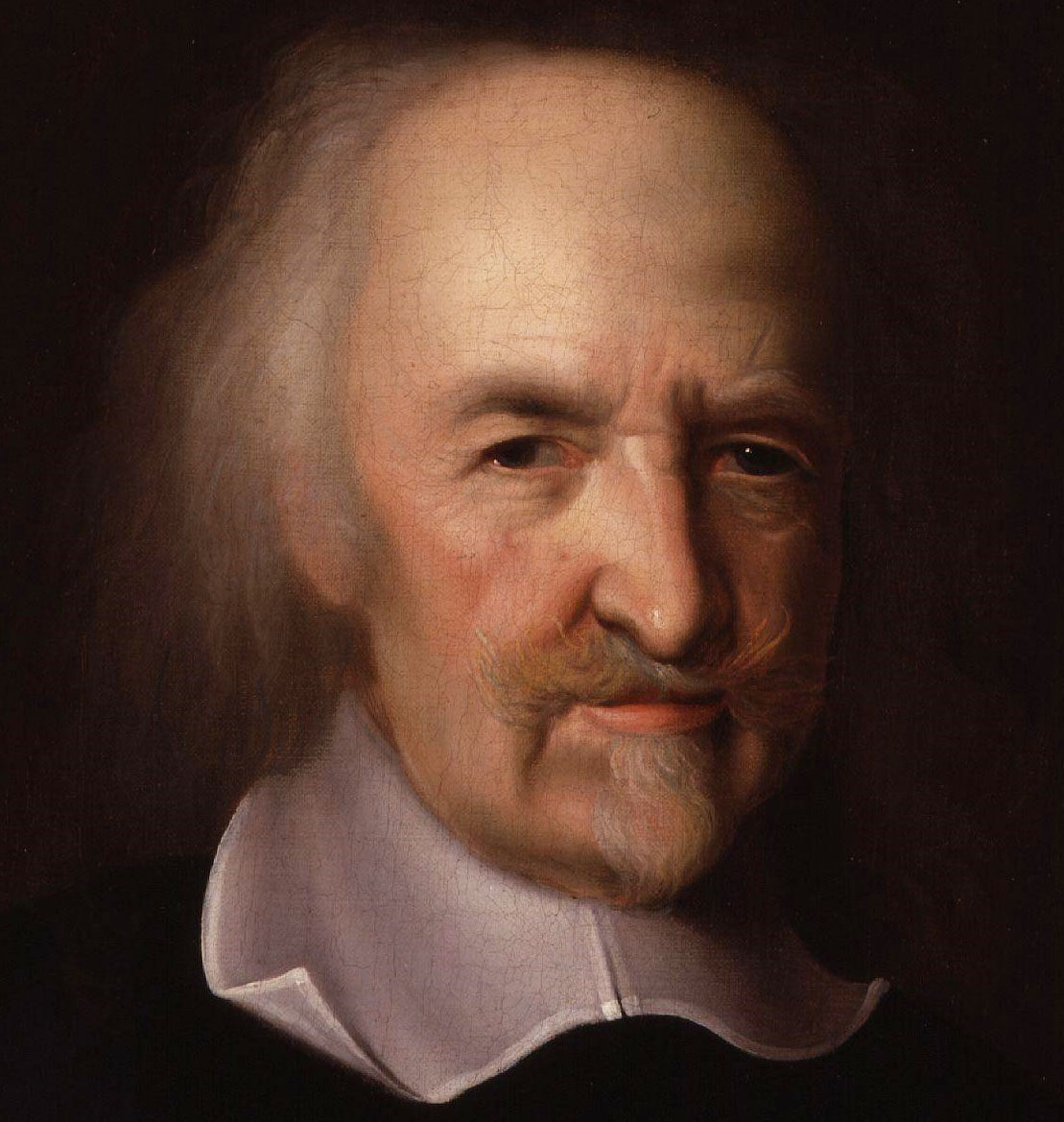
Thomas Hobbes
(1588-1679)

På politikens område är Thomas Hobbes Leviathan berömd för sin deduktiva uppbyggnad och sina slutsatser om ledarens legitima och närmast oinskränkta makt i samhället.
Thomas Hobbes beskriver naturens mekaniska lagar som strikt styr allting i naturen, inklusive människors beteende. Människans naturliga beteende är enligt Hobbes egoistiskt, hennes strävan är att sätta sig över alla andra människor genom att tillskaffa sig till exempel makt. I naturtillståndet, skriver Hobbes, blir hela livet ett allas krig mot alla (bellum omnium contra omnes) och livet blir således inte värt att leva. För att undvika ett sådant tillstånd var det nödvändigt att utse en suverän, en envåldshärskare vars funktion var att skydda människorna mot varandra, en Leviathan, som i utbyte mot makt kan skänka trygghet åt folket, åtminstone inom staten. (se f ö Naturrätt)

## Metod
Descartes var djupt missnöjd med sin tids vetenskap och dess kunskapsteoretiska grund. Ett av hans mål var att med hjälp av reduktionism nå fram till helt säkra påståenden om världen. Han menade till exempel att man intuitivt kunde se (skåda klart och tydligt) att en triangel hade tre sidor och att man genom deduktion kunde nå säker kunskap. 
Det var med förnuftet, inte känslor eller sinnesintryck, som det var möjligt. Genom att ha några få enkla principer (från latinets principia "början") som utgångspunkt menade de att man kunde förstå och förklara världen. 
Descartes försökte skapa en säker grundval för tänkandet och vetenskapen genom att tvivla på allt - inklusive matematikens satser. Det fanns dock en sak han inte kunde tvivla på, nämligen att han tänkte under sitt tvivel. Härav kommer hans berömda cogito ergo sum "jag tänker, alltså finns jag". Själen blev grundvalen för hans rationalism och människan som "tänkande ting".

## Substansläran
Aristoteles och senare skolastikens filosofer gav stor vikt åt tanken på substanser. Substanser är tillvarons yttersta beståndsdelar. De kan inte delas och är sig själva nog. Rationalisterna tog, trots sitt motstånd mot skolastiskt filosofi; till sig substansläran. 
Descartes genomför en sträng dualism mellan två substanser - tänkande substans (res cogitans) och utsträckt materia (res extensa). Denna dualism har haft stor betydelse in i vår tid. Människans kropp är en rent mekanisk automat styrd av själen. Men hur påverkar själen - denna eteriska substans - den fysiska substansen? Kan ett spöke som går genom väggar också öppna dörrar av järn? Detta var en stötesten som redan Descartes samtid kritiserade. 
Spinoza och Leibniz var djupt påverkade av Descartes men ville utveckla hans tankar och göra någonting bättre. Spinoza genom att anta en monism det vill säga att allt består av en substans; Leibniz i sin tur genom att påstå allt består av ett oändligt antal substanser.

## Materia och ande
Descartes dualism ledde honom till problemet med hur kropp och själ interagerar. Hans efterföljare - cartesianerna - försökte lösa detta med att anta tanken på synkrona klockor, att viljeakter i själen parallellt yttrar sig i händelser i yttervärlden. Yttersta garanten för detta var Gud. 
För Spinoza fanns bara en substans och denna substans var Gud själv, det vill säga en immanent tanke på Gud. Vi är alla delar av Gud. 
Leibniz resonerade som så, att ingen substans är delbar. Materia är alltid delbart i mindre och mindre entiteter. - alltså kan inte den yttersta substansen vara materiell. I sin så kallade Monadologi menade han att allt ytterst består av små andliga punkter, som han kallade monader (av latinets monad "ensam enhet"). Rationalisterna tänkte ofta i den nya mekanistiska "döda" världsbildens termer men önskade också försona den med en religiös gudstro.

## Fri vilja och moral
För rationalisterna fanns inte uppdelningen i praktisk och teoretisk filosofi, det vill säga att strikt syssla med hur världen bör vara och hur den är. Moralfilosofi och metafysik sammanfaller. Att Spinozas huvudverk heter "Etiken" är därför inte så märkligt. 
I den mekanistiska världsbilden är allt underställt lagen om orsak och verkan; det är i grunden ett deterministiskt synsätt. Men om allt är förutbestämt, hur kan då det harmonieras med mänsklig värdighet, frihet och moral? För Descartes dualism utgör helt enkelt lösningen, att människan i kraft av att vara ett tänkande ting har helt fri vilja och kan göra autonoma val. Hon bär därför fullt ansvar för sina handlingar.
Spinoza och Leibniz är båda överens om en strikt deterministisk syn på tillvaron men båda intar en position som försöker förena determinism med frihet, så kallad kompatibilism.
Filosofen Hans-Georg Gadamer talade ibland om att vi lever i vetenskapens tidsålder. Rationalisterna försökte "rädda" gud från ett stort och öde universum - men början till ett avkristnat Europa kan nog skönjas redan på 1600-talet efter ett bigott 1500-tal. En dold agenda, där förnuft, vetenskap och matematik styr våra liv får delvis sägas ha rationalisterna själva som skribenter.